# Гай Веттий Грат Сабиниан
Гай Веттий Грат Сабиниан (лат. Gaius Vettius Gratus Sabinianus) — римский политический деятель первой половины III века.

## Биография
Представитель рода Веттиев, Грат Сабиниан был, вероятно, внуком консула-суффекта 175 года Гая Веттия Сабиниана Юлия Хоспета. Предположительно, он был патрицием. Грат начал свою карьеру в армии, выступая в качестве командира третьей турмы римских всадников. Затем он был, вероятно, произведен в чин военного трибуна VII Клавдиева легиона. После этого Грат стал квестором по рекомендации императора, а вскоре его назначили на должность претора, ответственного за вопросы, относящихся к опеке.
После этого Сабиниан был куратором Фламиниевой дороги и ответственным за снабжение Рима продовольствием. Затем он был избран консулом с Марком Флавием Вителлием Селевком в 221 году. Есть предположение, что Грат умер вскоре после своего консульства.
Его сыном был консул 242 года Гай Веттий Грат Аттик Сабиниан и, возможно, консул 250 года Веттий Грат.